# Mukhtar Babayev
Pour les articles homonymes, voir Babayev.
Mukhtar Bahadur oghlu Babayev (en azéri : Muxtar Bahadur oğlu), né le 16 octobre 1967 à Bakou, est un homme d'État azerbaïdjanais. Il est député de 2010 à 2018 et ministre de l'Écologie et des Ressources naturelles depuis 2018.

## Biographie

### Jeunesse et formation
Mukhtar Babayev obtient son certificat de fin d'études secondaires en 1984, puis effectue son service militaire dans l'armée soviétique entre 1986 et 1988. En 1991, il est diplômé de la faculté de philosophie de l'université d'État de Moscou avec un diplôme en sciences politiques. En 1994, il est diplômé de l'université économique d'État d'Azerbaïdjan avec un diplôme en relations économiques extérieures. En 2000, il sort de l'Académie russe du commerce extérieur avec un diplôme en économie mondiale.
Il est marié et père de deux enfants.

### Activité professionnelle
À partir de 1991, Mukhtar Babayev travaille au Comité d'État de la république d'Azerbaïdjan pour l'économie et la planification, puis en 1992 au ministère des Relations économiques extérieures.
Entre 1994 et 2003, il est employé au département des relations économiques extérieures de la compagnie pétrolière nationale, SOCAR, puis occupe jusqu'en 2007 un poste au département du marketing et des opérations économiques, avant d'être vice-président de la société pour les questions environnementales jusqu'en 2010.
Il est président du conseil de surveillance de l'association de production Azerkimya entre 2010 et 2018.

### Activité politique
Mukhtar Babayev est membre du Parti du nouvel Azerbaïdjan (YAP). En novembre 2010, il est élu député de l'Assemblée nationale et réélu en novembre 2015.
Depuis le 23 avril 2018, il est ministre de l'Écologie et des Ressources naturelles,,.
Le 5 janvier 2024, il est nommé par les pays de l'Europe de l'Est président de la COP 29 qui aura lieu du 11 au 22 novembre 2024 à Bakou.

## Distinctions
- Médaille du Progrès, décernée le 19 septembre 2012[5].
- Ordre de la Gloire, décerné le 7 novembre 2017[6].
- Ordre du Soleil levant, 2e classe (Japon), décerné le 29 avril 2022.